# Lubiaszów w Puszczy Pilickiej
Lubiaszów w Puszczy Pilickiej este o arie protejată (sit de importanță comunitară — SCI) din Polonia întinsă pe o suprafață de 202,81 ha, integral pe uscat.

## Localizare
Centrul sitului Lubiaszów w Puszczy Pilickiej este situat la coordonatele 51°25′34″N 19°52′13″E / 51.4262°N 19.8703°E.

## Înființare
Situl Lubiaszów w Puszczy Pilickiej a fost declarat sit de importanță comunitară în octombrie 2009 pentru a proteja un număr necunoscut de specii din flora spontană și fauna sălbatică aflate în arealul zonei.

## Biodiversitate
Situată în ecoregiunea continentală, aria protejată conține 3 habitate naturale: Păduri de stejar și carpen Galio-Carpinetum, Păduri aluvionare cu Alnus glutinosa și Fraxinus excelsior (Alno-Padion, Alnion incanae, Salicion albae), Păduri de brad Holy Cross (Abietetum polonicum).
La baza desemnării sitului se află un număr nedeclarat de specii protejate.